# Ròtova
Ròtova (hiszp. Rótova) – gmina w Hiszpanii, w prowincji Walencja, we wspólnocie autonomicznej Walencja, o powierzchni 7,66 km². W 2011 roku liczyła 1303 mieszkańców.
Do roku 2020 gmina nosiła hiszpańską nazwę Rótova, jednak na mocy dekretu Rady Generalitat Valenciana z 27 listopada 2020 r. jako wyłączną przyjęto nazwę walencką (katalońską) – Ròtova.